# 2409 Чепмен
2409 Чепмен (2409 Chapman) — астероїд головного поясу, відкритий 17 жовтня 1979 року.
Тіссеранів параметр щодо Юпітера — 3,590.